# Hjalmar Alving
Karl Hjalmar Alving, född 3 juni 1877 i Kalmar, död 5 augusti 1958 i Stockholm, var en svensk lärare och språkforskare främst i nordiska språk.

## Biografi
Efter att ha studerat vid Uppsala universitet och Göteborgs högskola disputerade han 1916 i Uppsala på avhandlingen Det grammatiska subjektets plats i den narrativa satsen i svenskan: en språkhistorisk undersökning.
Alving arbetade därefter som gymnasielärare, först vid Göteborgs högre samskola, sedan som adjunkt i Uppsala. Från 1919 till 1929 var han rektor på Whitlockska samskolan. Senare erhöll han en lektorstjänst vid Norra Real i Stockholm, där han kvarstannade till sin pensionering 1942.
Han utgav under åren 1929–1932 standardverket Svensk litteraturhistoria i tre delar.
Alving är framför allt känd för sin översättning av de isländska sagorna, som utkom i fem band år 1935–1945. Vidare publicerade han språkhistoriska undersökningar och uppsatser i stilistiska ämnen, samt böcker om Uppsala och Kalmar.
Hjalmar Alvings var gift med författaren Fanny Alving. Deras dotter var journalisten Barbro Alving. Hon testamenterade sin fars efterlämnade skrifter till Göteborgs universitetsbibliotek.
Han är begravd på Ytterselö kyrkogård.